# Hemidromodes sabulifera
Hemidromodes sabulifera là một loài bướm đêm trong họ Geometridae.